# Expedition 35
Expedition 35 è stata la 35ª missione di lunga durata verso la International Space Station (ISS). La spedizione è cominciata il 14 marzo 2013, ed è terminata il 13 maggio 2013. Per la prima volta il ruolo di comandante è stato ricoperto da un astronauta canadese, il comandante Chris Hadfield.

## Equipaggio
| Ruolo               | Marzo 2013                              | Marzo – Maggio 2013                      |
| ------------------- | --------------------------------------- | ---------------------------------------- |
| Comandante          | Chris Hadfield, CSA Terzo volo          | Chris Hadfield, CSA Terzo volo           |
| Ingegnere di volo 1 | Roman Romanenko, Roscosmos Secondo volo | Roman Romanenko, Roscosmos Secondo volo  |
| Ingegnere di volo 2 | Thomas Marshburn, NASA Secondo volo     | Thomas Marshburn, NASA Secondo volo      |
| Ingegnere di volo 3 |                                         | Pavel Vinogradov, Roscosmos Quarto volo  |
| Ingegnere di volo 4 |                                         | Aleksandr Misurkin, Roscosmos Primo volo |
| Ingegnere di volo 5 |                                         | Christopher Cassidy, NASA Secondo volo   |